# Oussama Targhalline
Oussama Targhalline, född 20 maj 2002 i Sidi Belyout, är en marockansk fotbollsspelare.

## Karriär
Oussama Targhalline inledde sin seniorkarriär i Marseilles B-lag 2020. Han debuterade i dess A-lag 2021. 2023 kontrakterades han av Le Havre AC. Han har representerat Marocko på flera ungdomsnivåer sedan 2017. Han ingick i det marockanska laget som vid olympiska sommarspelen 2024 i Paris tog brons efter att Marocko besegrat Egypten i bronsmatchen.